# Шатонёф, Алексис де
Алексис де Шатонёф (18 февраля 1799, Гамбург — 31 декабря 1853, там же) — немецкий архитектор и градостроитель из Гамбурга.

## Биография
Шатонёф был сыном французских эмигрантов. Он получил образование в Гамбурге, Париже и Карлсруэ, а также недолго учился у Карла Фридриха Шинкеля в Берлине. Шатонёф сыграл заметную роль во время реконструкции Гамбурга после городского пожара 1842 года. Он также работал в Лондоне (1839—1840) и Христиании (Осло) (1847—1850). Алексис де Шатонёф считается одним из пионеров в области реконструкции кирпичной архитектуры в Гамбурге. Несколько зданий, которые он построил в Гамбурге, имели открытые кирпичные фасады. В то время было принято, чтобы кирпич покрывали гипсом или цементом. Он вносил предложения по внесению изменений в существующие здания, новые здания и принимал активное участие в ряде архитектурных конкурсов.
Многие из его предложений были воплощены в жизнь. В районе Нойштадт в Гамбурге появилось замечательное жилое здание, построенное по его чертежам. Затем он получил несколько заданий как для частных лиц, так и для общественных зданий. Он участвовал в нескольких архитектурных конкурсах на здания фондовой биржи, сначала на Гамбургской фондовой бирже, позже на Лондонской фондовой бирже (1840). Он не выиграл ни одного из этих конкурсов, но занял второе место в архитектурном конкурсе на Лондонской фондовой бирже.
После Большого пожара в Гамбурге в 1842 году он создал несколько зданий, таких как строительный комплекс Альстераркаден и церковь Святого Петра в Гамбурге. Он также внес свой вклад в городское планирование в целом, а в 1842—1847 годах был председателем технической комиссии, назначенной для разработки планов восстановления города.
Алексис де Шатонёф женился на Каспаре Меллер из тогдашней Христиании, Норвегия, в 1846 году. В связи с семейным визитом в город он представил проекты, которые привели к восстановлению церкви Вара Фрелсера — ныне кафедрального собора Осло. Шатонёф представил свой собственный проект, и после этого собор был реконструирован. Генрих Эрнст Ширмер был нанят в качестве менеджера по строительству, и Шатонёф подписал контракт. В то же время власти приступили к планированию новой церкви в городе, которой станет Церковь Святой Троицы (Осло). Шатонеф выиграл архитектурный конкурс. Однако он умер в 1853 году до того, как собор был закончен, и его бывший ученик Вильгельм фон Ханно завершил проект.

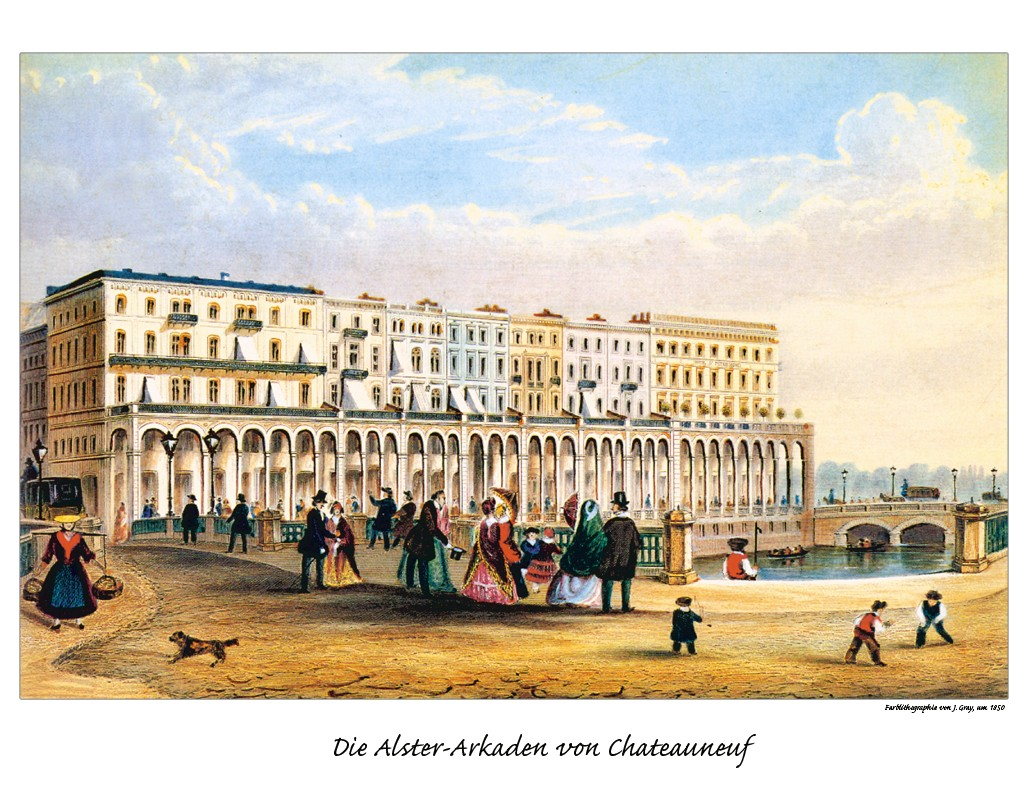
Альстераркаден, строительный комплекс в Гамбурге, спроектированный Алексисом де Шатонёф (1843)